# Распараган
Распараган (лат. Publius Aelius Rasparaganus, иран. *Fra—spara—ka—na «тот, кто наступает», или по другой версии индоар. *Raj—para—g(h)ana «царь, врагов убивающий») — царь роксолан и сарматов во II веке н. э., во времена правления римского императора Адриана.

## Этимология
В. И. Абаев предложил иранскую этимологию имени этого царя, с некоторой долей допущения и натяжек. Согласно ей, имя Распараган (Rasparaganus) производится от иранского *fra—spara—ka—na (имеет корень spar— в значении «наступать», «напирать»), сравнимо с осетинской фразой ra—fsæræg «тот, кто наступает» с традиционным окончанием —na. О. Н. Трубачев предоставил свою индоарийскую версию имени Rasparaganus: во—первых, в первой части имени Ras— включён титул — ras (здесь усматривается глосса rex «царь»), которое отражает индоарийское *rāj (сравни древнеиндийское rāj в значении «царь»); во—вторых, собственно именем роксоланского правителя является *Paragan—, сложенное из двух частей — древнеиндийских слов para— «чужой, враг» и —han—/—ghan—«убивать». В итоге реконструкции получается *raj—para—g(h)ana «царь, врагов убивающий».
Реконструкция В. И. Абаева была поддержана А. Алеманом. Отчасти была поддержана и Ф. Елоевой: первый компонент имени, по её мнению, представляет собой титул *ras/z- «царь, князь»; второй компонент, помимо индоарийской этимологии, предложенной О. Н. Трубачевым (*—paragana «врагов убивающий»), мог быть и иранским (состоящим из иранских *pāra «прошлый», «дальний», «чужой» и *gana—, имеющее продолжение в осетинском qæn «полом, рана»).
М. А. Цагараевым предложен перевод имени Распараган как «честный, справедливый» без какой-либо этимологической реконструкции.

## Биография
Распараган упоминается как Публий Элий Распараган (судя по всему первые два имени присвоены в честь императора Адриана, коим наделён был и его сын Перегрин) на двух латинских надгробных надписях, найденных в городе Пола в римской провинции Истрии (датируемых первой четвертью II в.): на одной надписи он записан как царь роксолан, а на другой — сарматов.
После войн с Дакией в конце I — начале II вв. роксоланам платили субсидию для того, чтобы они не совершали набегов на границы Римской империи. Однако в 118 г. платежи прекратились, из-за чего пошли волнения в Мёзии. Эти волнения вскоре были прекращены императором Адрианом:
Услышав о беспорядках, произведённых сарматами и роксоланами, [Адриан] устремился в Мёзию, выслав вперёд войска. Марция Турбона, удостоенного после его мавританской кампании инсигний префекта, он временно поставил во главе Паннонии и Дакии. С царём роксоланов, который жаловался на уменьшение субсидий, он, разобрав дело, заключил мир.
Некоторые исследователи сопоставляют этого анонимного царя роксолан с Распараганом. Также предполагается, что он и его дети попали в Рим в качестве заложников с целью обеспечить мир на территории Нижнего Дуная, близко к границам Дакии. Существует версия о принятии Распараганом римского гражданства и поселении с семьёй на римской территории.